# 토머스 H. 아인스

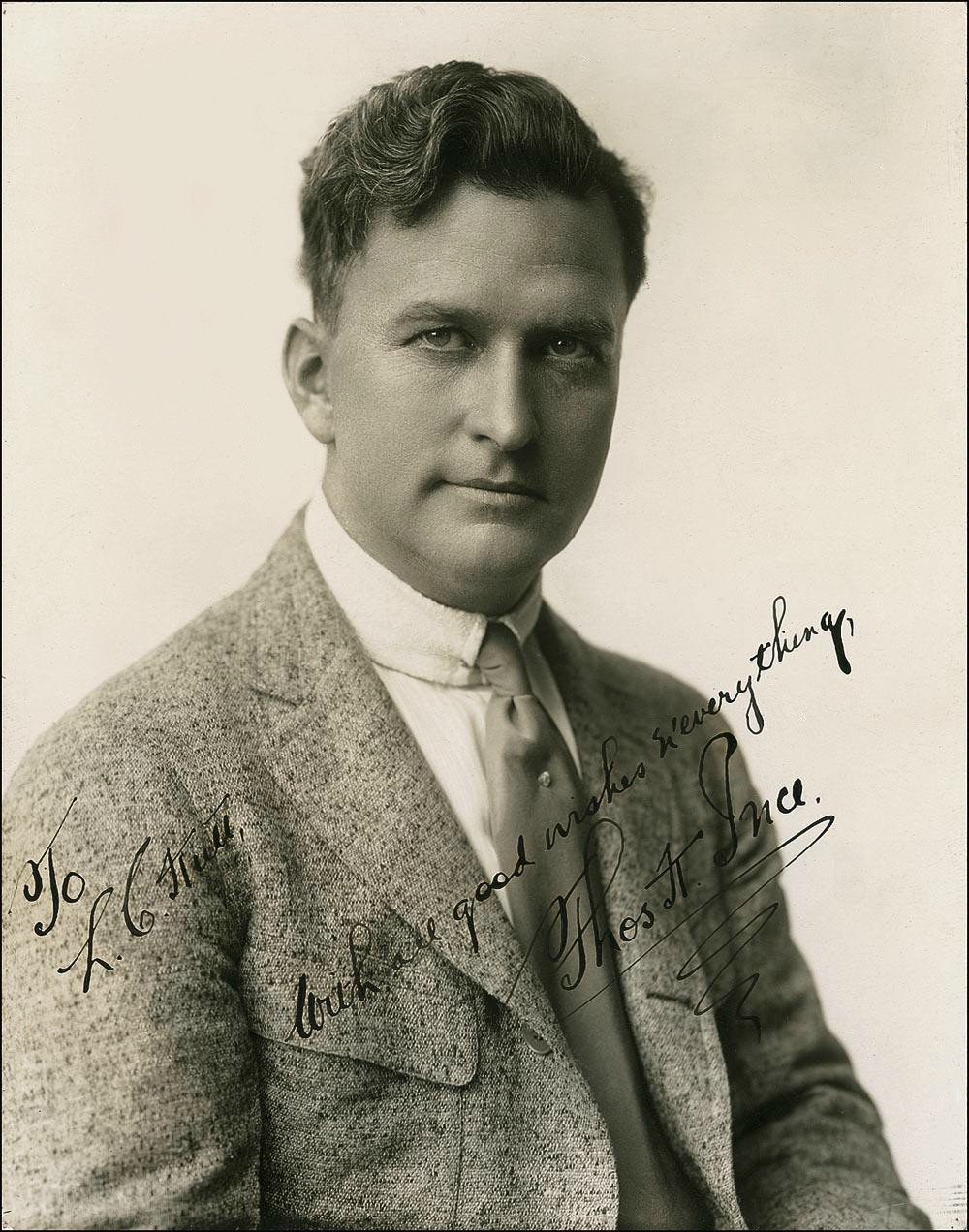
1918년 경

토머스 H. 아인스(Thomas H. Ince, 본명: 토머스 하퍼 아인스, Thomas Harper Ince, November 16, 1880 – November 19, 1924)는 미국의 무성 영화 시대의 영화 제작자이다. 아인스는 서부극의 아버지로 불리며 800편 이상의 영화 제작을 맡았다. 최초의 주요 할리우드 스튜디오 시설을 만들고 영화 제작의 조립 라인 시스템을 도입하는 등 영화 산업에 혁명을 일으켰다.